# XXI Giochi olimpici invernali
I XXI Giochi olimpici invernali (in inglese XXI Olympic Winter Games; in francese XXIes Jeux olympiques d'hiver), noti anche come Vancouver 2010, si sono svolti a Vancouver (Canada) dal 12 al 28 febbraio 2010. Nella stessa località si sono tenuti i X Giochi paralimpici invernali dal 12 al 21 marzo 2010. Si è trattato della terza manifestazione olimpica a svolgersi in territorio canadese, dopo Montréal 1976 e Calgary 1988.
Seguendo la tradizione olimpica l'allora sindaco di Vancouver, Sam Sullivan, ha ricevuto la bandiera olimpica alla conclusione della cerimonia di chiusura dei Giochi di Torino 2006. Questa bandiera venne issata il 28 febbraio 2006 in una speciale cerimonia. L'evento è stato ufficialmente aperto dal governatore generale Michaëlle Jean.
Gli slogan di questi Giochi olimpici invernali sono With glowing hearts in lingua inglese (tradotto in italiano Con i cuori ardenti) e Des plus brillants exploits in lingua francese (in italiano Delle gesta più brillanti), due frasi estratte dalle due versioni dell'inno nazionale canadese.
Ad avviare la cerimonia d'apertura fu Bryan Adams.

## Assegnazione
| Città       | Nazione       | Round 1 | Round 2 |
| Vancouver   | Canada        | 40      | 56      |
| Pyeongchang | Corea del Sud | 51      | 53      |
| Salisburgo  | Austria       | 16      | –       |

I XXI Giochi olimpici invernali furono assegnati a Vancouver il 2 luglio 2003 durante il 115º congresso del Comitato Olimpico Internazionale, svoltosi a Praga (Repubblica Ceca).
Inizialmente otto applicant cities presentarono ufficialmente la loro candidatura: Andorra, Berna (Svizzera), Jaca (Spagna), Harbin (Cina), Pyeongchang (Corea del Sud), Salisburgo (Austria), Sarajevo (Bosnia ed Erzegovina), Vancouver (Canada).
Di queste, solo Salisburgo, Pyeongchang e Vancouver furono selezionate come città candidate, e quindi come finaliste del processo di assegnazione. Per l'elezione finale furono necessarie due votazioni: dalla prima risultò scartata la città di Salisburgo con soli 16 voti; il secondo turno proclamò Vancouver città organizzatrice dei Giochi, per 56 voti, contro i 53 di Pyeongchang.

## Sviluppo e preparazione

### Sedi di gara
Le competizioni della XXI Olimpiade invernale si sono svolti a Vancouver per quanto riguarda le discipline da ghiaccio, mentre per quelle da neve gli impianti sono situati nei dintorni della città.
| Impianto                                | Comune         | Sport                                       | Inaugurazione | Capacità | Note |
| --------------------------------------- | -------------- | ------------------------------------------- | ------------- | -------- | ---- |
| BC Place                                | Vancouver      | Cerimonia di Apertura Cerimonia di chiusura | 1983          | 59.841   |      |
| Canada Hockey Place                     | Vancouver      | Hockey su ghiaccio                          | 1995          | 18.630   |      |
| Cypress Mountain                        | West Vancouver | Freestyle Snowboard                         | 2007          | 8.000    |      |
| Pacific Coliseum                        | Vancouver      | Pattinaggio di figura Short track           | 1968          | 14.239   |      |
| Richmond Olympic Oval                   | Richmond       | Pattinaggio di velocità                     | 2008          | 8.000    |      |
| Doug Mitchell Thunderbird Sports Centre | Vancouver      | Hockey su ghiaccio                          | 2008          | 7.200    |      |
| Vancouver Olympic/Paralympic Centre     | Vancouver      | Curling                                     | 2009          | 6.000    |      |
| Whistler Creekside                      | Whistler       | Sci alpino                                  | -             | 7.600    |      |
| Whistler Blackcomb                      | Whistler       | Biathlon Sci di fondo Combinata nordica     | 2004          | 7.600    |      |
| Whistler Olympic Park Ski Jumps         | Whistler       | Salto con gli sci Combinata nordica         | 2004          | 7.600    |      |
| Whistler Sliding Centre                 | Whistler       | Bob Skeleton Slittino                       | 2007          | 12.000   |      |

#### Villaggi olimpici
- Vancouver (Vancouver Olympic Village)
- Whistler (Whistler Olympic and Paralympic Village)

#### Media centre
- Vancouver (Main Media Centre)
- Whistler (Whistler Media Centre e Whistler Olympic Celebration Plaza)

### Simboli

#### Logo

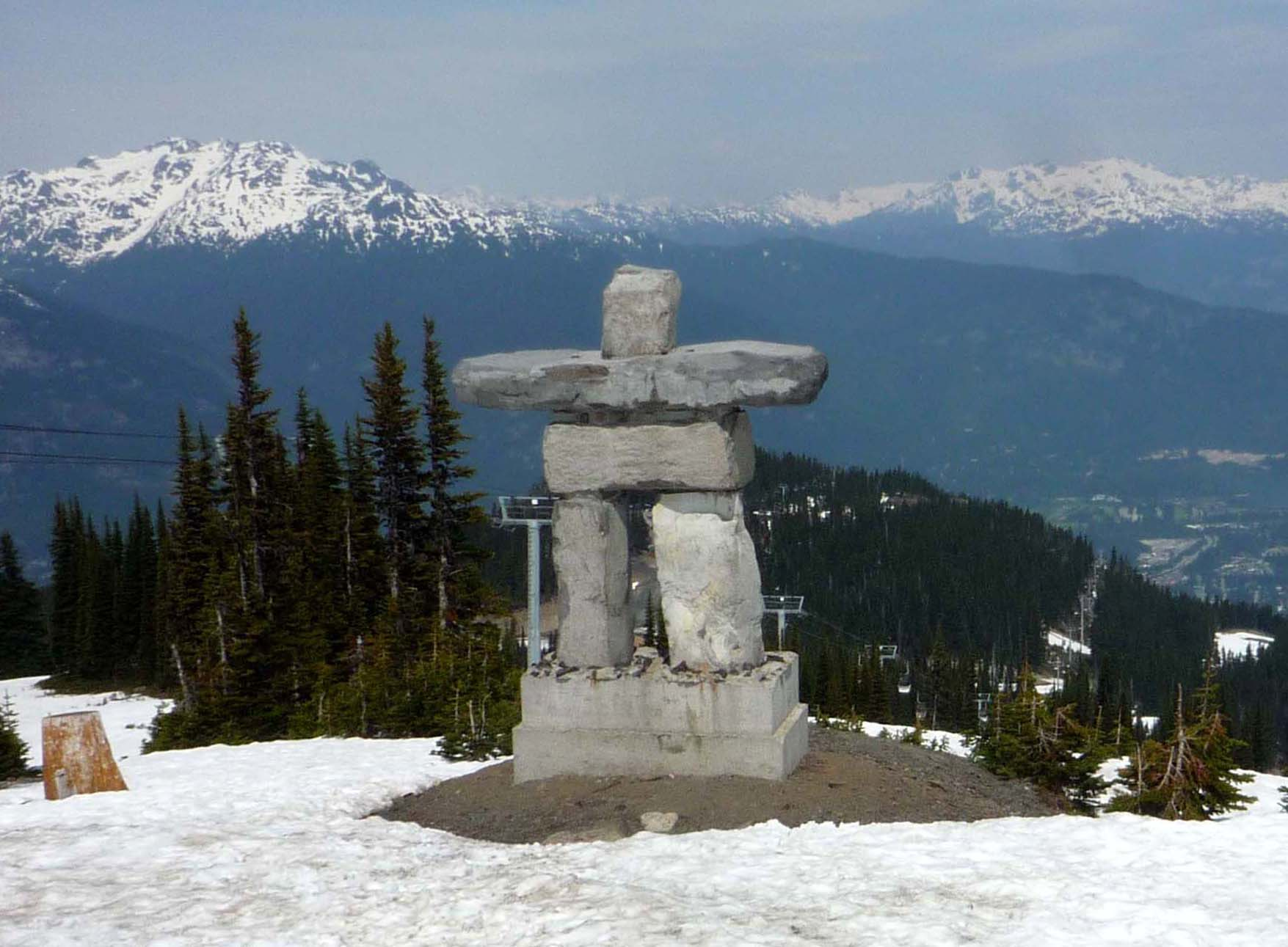
Ilaanaq, Whistler

Il 23 aprile 2005 è stato presentato il logo ufficiale della XXI Olimpiade Invernale, che è stato chiamato Ilaanaq, termine della lingua inuktitut parlata dagli Inuit che significa "amico", e rappresenta un inukshuk, una figura formata da sassi impilati usata per segnalare una direzione o come pietra miliare dalle popolazioni del Canada artico (analogo all'ometto utilizzato dagli escursionisti e dagli alpinisti).
L'inukshuk olimpico è formato da cinque parti, tante quanti sono i cinque cerchi olimpici, di cui riprende anche i colori: la testa è verde, la linea delle braccia è nera, il tronco è blu, la gamba sinistra è rossa mentre la destra è gialla.

#### Mascotte
Le mascotte sono state presentate alla stampa il 27 novembre 2007. Rappresentano, in stile anime, i personaggi tradizionali delle Prime nazioni, ovvero i popoli indigeni dell'odierno Canada.
Le mascotte sono:
- Miga - Un orso marino mitologico, metà orca e metà orso Kermode.
- Quatchi - Un bigfoot o "sasquatch" dal quale prende il nome, una leggendaria creatura scimmiesca che dovrebbe vivere nelle foreste canadesi.
- Sumi - Un animale guardiano dello spirito con ali dell'Uccello di Tuono (Thunderbird) e le gambe di un orso bruno che indossa un cappello di un'orca. Vive nelle montagne della Columbia Britannica.

In più vi è una mascotte non ufficiale, Mukmuk, una marmotta di Vancouver, descritta come piccola e amichevole. Ha esordito come pelouche ma non ancora con un costume a grandezza naturale.
Miga e Quatchi sono le mascotte dei Giochi Olimpici mentre Sumi lo è di quelli Paralimpici.
Le mascotte sono state disegnate da uno studio di Vancouver, Meomi Design.

### Controversie

#### Incidenti
Poche ore prima della cerimonia inaugurale il ventiduenne slittinista georgiano Nodar Kumarit'ashvili muore durante le prove in pista, andando a sbattere ad una velocità stimata intorno ai 140 km/h contro un palo di acciaio, dopo essere stato disarcionato dallo slittino.

#### Pandemia di H1N1
Sono stati espressi timori che il virus H1N1 potesse diffondersi tra spettatori, staff e atleti durante i Giochi. Gli organizzatori hanno accumulato scorte di vaccini e posto come priorità la vaccinazione di tutti i volontari. Anche se ogni paese fu responsabile per la vaccinazione della propria delegazione, i funzionari sanitari di Vancouver e il Comitato olimpico internazionale hanno fortemente consigliato a tutti gli atleti, spettatori ed altri visitatori di essere vaccinati. Alcuni comitati olimpici nazionali hanno richiesto alle proprie delegazioni di essere vaccinati contro l'influenza H1N1.

#### Salto con gli sci femminile
Il CIO ha votato nel 2006 di non includere il salto con gli sci femminile nei Giochi del 2010 sulla base del fatto che lo sport non fosse ancora sufficientemente sviluppato e che non soddisfacesse i criteri di base per l'inclusione. I membri della squadra femminile canadese di salto dal trampolino hanno presentato un reclamo insieme alla Canadian Human Rights Board accusando una discriminazione di genere. Finora il CIO non ha ancora commentato o modificato la propria decisione.
Secondo la lobby Women's Ski Jumping USA, un gruppo composto da "alcune delle migliori donne saltatrici con gli sci", ha depositato un reclamo (Statement of Claim) presso la Corte Suprema della Columbia Britannica, citando in giudizio il Comitato organizzatore dei Giochi di Vancouver per l'esclusione delle donne saltatrici dai Giochi di Vancouver, e sostenendo che i loro diritti sono stati violati, secondo la Carta canadese dei diritti e delle libertà. Tuttavia il 10 giugno 2009 la Corte Suprema si è pronunciata contro il gruppo, affermando che nonostante la discriminazione subìta dalle donne, la questione è una responsabilità del Comitato olimpico internazionale e non è quindi regolata dalla Carta, ed inoltre che la Carta canadese dei diritti e delle libertà non si applica al VANOC, con la frase: "In altre parole, il VANOC non è tenuto a distribuire equamente ciò che non ha il potere di fornire."

#### Villaggio olimpico di Vancouver
Il villaggio degli atleti, collocato a Southeast False Creek, era stato originariamente progettato per essere un modello di comunità sostenibile, con soluzioni per l'efficienza energetica allo stato dell'arte, e un mix di edilizia a mercato e di edilizia sociale, un terzo a mercato, un terzo di edilizia popolare e un terzo di edilizia sovvenzionata per persone a medio reddito. La città di Vancouver avrebbe raggiunto un utile economico grazie alla vendita degli alloggi a mercato. Tuttavia un nuovo consiglio della città nel 2005 lasciò cadere le disposizioni per l'edilizia sovvenzionata a reddito medio e quindi vendette i terreni ad un imprenditore privato per 193 milioni di dollari. Ulteriori polemiche scoppiarono quando il promotore privato e la società di investimento a lui associata si ritirarono dal progetto, costringendo la città di Vancouver a sopportarne le passività, il che portò alle dimissioni di un urbanista in segno di protesta e costrinse la città ad apportare modifiche al proprio statuto tramite una legge speciale, al fine di consentirle di prendere in prestito denaro per finanziare il completamento del progetto.

#### Contenuti delle cerimonie di apertura
Il 22 agosto 2008, The Globe and Mail riportò che il governo Harper aveva intenzione di vincolare i finanziamenti per le cerimonie di apertura al controllo sui contenuti.
Questo è stato ampiamente criticato in quanto riflette una politica di interferenza con le arti e di esercizio di un controllo ideologico. Tuttavia, il vicepresidente delle comunicazioni per il Comitato organizzatore dei Giochi di Vancouver, Renée Smith-Valade, ha detto che il governo non avrebbe portato la politica nei giochi e non avrebbe avuto potere di veto su qualsiasi parte delle cerimonie olimpiche.

#### Applicazione del trademark
Il VANOC ha utilizzato frasi dell'inno nazionale canadese come slogan ufficiale dei Giochi ( "with glowing hearts" in inglese e "des plus brilliants exploits" in francese) e ha sottoposto il loro uso ad un marchio registrato.
Tuttavia, il VANOC ha fatto una dichiarazione per quanto riguarda il marchio, affermando che avrebbero solo contrastato l'utilizzo delle frasi, solo dove si tentasse di "creare una specifica, non autorizzata associazione commerciale con i Giochi invernali del 2010", soprannominato "marketing trappola". L'inno stesso è nel pubblico dominio. Il VANOC iniziò anche a proteggere il proprio marchio, come contrattualmente obbligato dal Comitato Olimpico Internazionale e dai suoi partner commerciali, depositando cause legali nei confronti dei residenti che tentavano di registrare nomi di dominio legati ai giochi.
Il VANOC anche citato in giudizio alcune imprese locali per l'utilizzo di "olimpico" nei loro nomi, comprese le società già esistenti. La Camera dei Comuni ha anche approvato leggi che concedono protezione per vari termini riguardanti i giochi.

#### Scelta di Cypress Mountain
La scelta di Cypress Mountain come luogo di gara è stata contestata sia da critici che da sciatori freestyle a causa della frequente mancanza di neve a causa di El Niño.
Lo slalom gigante parallelo della Coppa del Mondo dello scorso anno fu annullato a causa della mancanza di neve. La neve presente sulla montagna non è stata sufficiente per gli eventi in programma, ed è stata trasportata via camion da Manning Park, a circa 250 km ad est della città.

#### Sicurezza e diritti civili
Nel giugno 2009, l'Olympics Resistance Network accusò il Vancouver 2010 Integrated Security Unit (VISU) Joint Intelligence Group di "condotte abusive ed illegali" dopo le presunte molestie nei confronti di attivisti dell'opposizione al VANOC. Le preoccupazioni relative ai metodi di polizia sono state sollevate anche perché il capo della sicurezza olimpica, l'assistente commissario Gary Russell "Bud" Mercer della Polizia a cavallo canadese (RCMP), faceva parte delle forze della RCMP che fecero esplodere un camion nel corso della disputa del Gustafsen Lake. Mercer è stato anche tra i poliziotti che colpirono con spray al pepe i manifestanti al convegno APEC del 1997 alla University of British Columbia, colpendo personalmente un cameraman della Canadian Broadcasting Corporation e la sua telecamera, e ha fatto parte della "War in the Woods" contro i manifestanti per gli alberi in Val Elaho.
Nel mese di ottobre 2009, l'Assemblea legislativa della Columbia Britannica, attraverso il Miscellaneous Statutes Amendment Act, 2009, diede alle municipalità ospitanti (Richmond, Vancouver e Whistler) il potere di entrare nelle residenze e in altre proprietà private per confiscare le scritte considerate "anti-olimpiche", tra il 1º febbraio e 31 marzo 2010. Un altro emendamento ha cambiato la Carta di Vancouver per consentire multe fino a 10.000 dollari e la reclusione fino a 6 mesi per violazioni delle leggi locali.
Alcuni sostenitori del diritto alla privacy, tra cui Chantal Bernier, Assistente Commissario federale sulla privacy, sono preoccupati per l'attivazione di 900 telecamere di sicurezza da parte della RCMP Olympic Integrated Security Unit, più altre 100 telecamere di sicurezza installate dalla Città di Vancouver nella zona Downtown.

#### Sicurezza delle frontiere e interrogatori
Sono stati documentati un certo numero di incidenti in cui persone che attraversavano la frontiera tra Canada e Stati Uniti sono state arrestate e interrogate dalla Canada Border Services Agency per motivi politici.
Il più importante di questi finora riguarda Amy Goodman, giornalista della American Public Radio in viaggio verso Vancouver per la promozione del suo libro, che non era al corrente delle Olimpiadi. Le molestie subìte alla frontiera hanno ricevuto una copertura mondiale.

## I Giochi

### Paesi partecipanti
Hanno partecipato ai Giochi un totale di 82 nazioni, due in più rispetto all'edizione precedente.

In verde gli 82 Paesi partecipanti, in grigio le nazioni che non hanno presentato atleti

Di seguito elencati i Paesi partecipanti, tra parentesi il numero di atleti. Isole Cayman, Colombia, Ghana, Montenegro, Pakistan, Perù e Serbia si sono presentati per la prima volta ai Giochi olimpici invernali.
- Albania (1)[29]
- Algeria (1)[29]
- Andorra (6)[29]
- Argentina (7)[29]
- Armenia (4)[29]
- Australia (38)[30]
- Austria (81)[30]
- Azerbaigian (2)[29]
- Bielorussia (50)[31]
- Belgio (9)[32][33]
- Bermuda (1)[29]
- Bosnia ed Erzegovina (5)[29]
- Brasile (5)[34]
- Bulgaria (18)[35]
- Canada (206) (ospitante)[31]
- Cile (3)[29]
- Cina (94)[36]
- Cipro (2)[29]
- Colombia (1)[29]
- Corea del Nord (2)[37][38]
- Corea del Sud (46)[32][33]
- Croazia (19)[29]
- Danimarca (18)[39]
- Estonia (32)[32][33]
- Etiopia (1)[29]
- Finlandia (95)[40]
- Francia (108)[39]
- Georgia (12)[32][33]

- Germania (153)[31]
- Ghana (1)[41]
- Grecia (7)[32][33]
- Hong Kong (1)[42]
- India (3)[43]
- Iran (4)[44]
- Irlanda (6)[29]
- Israele (3)[32][33]
- Islanda (4)[29]
- Isole Cayman (1)[30][45]
- Italia (109)[32][33]
- Giamaica (1)[30]
- Giappone (95)[39]
- Kazakistan (39)[32][33]
- Kirghizistan (2)[29]
- Lettonia (59)[31]
- Libano (3)[30]
- Liechtenstein (7)[30]
- Lituania (8)[32][33]
- Macedonia (4)[29]
- Messico (1)[29]
- Moldavia (8)[29]
- Monaco (6)[29]
- Mongolia (2)[46]
- Montenegro (1)[29]
- Marocco (1)[29]
- Nepal (1)[29]

- Norvegia (99)[31]
- Nuova Zelanda (16)[30]
- Paesi Bassi (34)[47]
- Pakistan (1)[29]
- Perù (3)[29]
- Polonia (47)[48]
- Portogallo (1)[29]
- Gran Bretagna (50)[39]
- Rep. Ceca (92)[31]
- Romania (28)[37]
- Russia (187)[31]
- San Marino (1)[29]
- Senegal (1)[30]
- Serbia (10)[29]
- Slovacchia (73)[31]
- Slovenia (47)[32][33]
- Sudafrica (2)[29]
- Spagna (18)[32][33]
- Svezia (106)[31]
- Svizzera (146)[31]
- Taipei cinese (1)[49]
- Tagikistan (1)[50]
- Turchia (5)[32][33]
- Stati Uniti (216)[31]
- Ucraina (47)[32][33]
- Ungheria (16)[32][33]
- Uzbekistan (3)[29]

### Discipline
Il programma olimpico prevede competizioni in 15 discipline:
| Disciplina              | Maschile | Femminile | Misti | Totali |
| ----------------------- | -------- | --------- | ----- | ------ |
| Biathlon                | 5        | 5         |       | 10     |
| Bob                     | 2        | 1         |       | 3      |
| Combinata nordica       | 3        |           |       | 3      |
| Curling                 | 1        | 1         |       | 2      |
| Freestyle               | 3        | 3         |       | 6      |
| Hockey su ghiaccio      | 1        | 1         |       | 2      |
| Pattinaggio di figura   | 1        | 1         | 2     | 4      |
| Pattinaggio di velocità | 6        | 6         |       | 12     |
| Salto con gli sci       | 3        |           |       | 3      |
| Sci alpino              | 5        | 5         |       | 10     |
| Sci di fondo            | 6        | 6         |       | 12     |
| Short track             | 4        | 4         |       | 8      |
| Skeleton                | 1        | 1         |       | 2      |
| Slittino                | 2        | 1         |       | 3      |
| Snowboard               | 3        | 3         |       | 6      |
| Totale (15 discipline)  | 46       | 38        | 2     | 86     |

### Calendario degli eventi
Nel seguente calendario ogni quadrato blu rappresenta un evento di qualificazione in quel giorno. I quadrati gialli rappresentano le giornate durante le quali si tengono le finali, valide per l'assegnazione delle medaglie, per una data disciplina. Ogni pallino in questi quadrati rappresenta una finale, il numero di pallini in ogni quadrato rappresenta il numero di finali che si terranno quel giorno.
| ● | Cerimonia di apertura |  | Qualificazioni | ● | Finali |  | Gran galà | ● | Cerimonia di chiusura |

| Febbraio                | 12 V | 13 S | 14 D | 15 L | 16 M | 17 M | 18 G | 19 V | 20 S | 21 D | 22 L | 23 M | 24 M | 25 G | 26 V | 27 S | 28 D | Medaglie d'oro |
| ----------------------- | ---- | ---- | ---- | ---- | ---- | ---- | ---- | ---- | ---- | ---- | ---- | ---- | ---- | ---- | ---- | ---- | ---- | -------------- |
| Biathlon                |      | ●    | ●    |      | ●    |      | ●    |      |      | ●    |      | ●    |      |      | ●    |      |      | 10             |
| Bob                     |      |      |      |      |      |      |      |      |      | ●    |      |      | ●    |      |      | ●    |      | 3              |
| Combinata nordica       |      |      | ●    |      |      |      |      |      |      |      |      | ●    |      | ●    |      |      |      | 3              |
| Curling                 |      |      |      |      |      |      |      |      |      |      |      |      |      |      | ●    | ●    |      | 2              |
| Freestyle               |      | ●    | ●    |      |      |      |      |      |      | ●    |      | ●    | ●    | ●    |      |      |      | 6              |
| Hockey su ghiaccio      |      |      |      |      |      |      |      |      |      |      |      |      |      | ●    |      |      | ●    | 2              |
| Pattinaggio di figura   |      |      |      | ●    |      |      | ●    |      |      |      | ●    |      |      | ●    |      |      |      | 4              |
| Pattinaggio di velocità |      | ●    | ●    | ●    | ●    | ●    | ●    |      | ●    | ●    |      | ●    | ●    |      |      | ●    |      | 12             |
| Salto con gli sci       |      | ●    |      |      |      |      |      |      | ●    |      | ●    |      |      |      |      |      |      | 3              |
| Sci alpino              |      |      | ●    | ●    | ●    | ●    |      | ●    | ●    | ●    |      |      | ●    |      | ●    | ●    |      | 10             |
| Sci di fondo            |      |      |      | ●    |      | ●    |      | ●    | ●    |      | ●    |      | ●    | ●    |      | ●    | ●    | 12             |
| Short track             |      | ●    |      |      |      | ●    |      |      | ●    |      |      |      | ●    |      | ●    |      |      | 8              |
| Skeleton                |      |      |      |      |      |      |      | ●    |      |      |      |      |      |      |      |      |      | 2              |
| Slittino                |      |      | ●    |      | ●    | ●    |      |      |      |      |      |      |      |      |      |      |      | 3              |
| Snowboard               |      |      |      | ●    | ●    | ●    | ●    |      |      |      |      |      |      |      | ●    | ●    |      | 6              |
| Totale medaglie d'oro   |      | 6    | 6    | 5    | 6    | 7    | 5    | 4    | 6    | 6    | 4    | 4    | 6    | 5    | 7    | 7    | 2    | 86             |
| Cerimonie               | ●    |      |      |      |      |      |      |      |      |      |      |      |      |      |      |      | ●    |                |
| Febbraio                | 12 V | 13 S | 14 D | 15 L | 16 M | 17 M | 18 G | 19 V | 20 S | 21 D | 22 L | 23 M | 24 M | 25 G | 26 V | 27 S | 28 D |                |

### Cerimonia di apertura
La cerimonia di apertura della XXI edizione dei Giochi olimpici invernali si è tenuta il 12 febbraio presso il BC Place Stadium ed è stata diretta da David Atkins.

## Risultati

### Medagliere
Di seguito le prime 10 posizioni del medagliere:
  Nazione ospitante 
| Pos. | Paese         | Oro | Argento | Bronzo | Totale |
| ---- | ------------- | --- | ------- | ------ | ------ |
| 1    | Canada        | 14  | 7       | 5      | 26     |
| 2    | Germania      | 10  | 13      | 7      | 30     |
| 3    | Stati Uniti   | 9   | 15      | 13     | 37     |
| 4    | Norvegia      | 9   | 8       | 6      | 23     |
| 5    | Corea del Sud | 6   | 6       | 2      | 14     |
| 6    | Svizzera      | 6   | 0       | 3      | 9      |
| 7    | Cina          | 5   | 2       | 4      | 11     |
| 7    | Svezia        | 5   | 2       | 4      | 11     |
| 9    | Austria       | 4   | 6       | 6      | 16     |
| 10   | Paesi Bassi   | 4   | 1       | 3      | 8      |

### Protagonisti
- André Lange e Kevin Kuske (Germania, bob): con la vittoria nel doppio raggiungono quota quattro ori ai Giochi olimpici invernali, conquistati rispettivamente in quattro e tre edizioni, diventando gli atleti più vittoriosi nella storia di questa disciplina.
- Simon Ammann (Svizzera, salto con gli sci): il saltatore svizzero bissa la doppietta di Salt Lake City del 2002 e vince entrambe le gare individuali, salendo a quattro ori e raggiungendo il primatista Matti Nykänen per numero di medaglie d'oro conquistate.
- Il podio del torneo maschile ed il podio del torneo femminile di Hockey su ghiaccio ai XXI Giochi olimpici invernali, sono occupate dalle stesse squadre nazionali. Il caso ancor più particolare è che queste occupano la stessa posizione, ovvero: 1° Canada, 2° Stati Uniti, 3° Finlandia.
- Grazie alla vittoria in finale sugli Stati Uniti d'America, la nazionale di hockey su ghiaccio maschile del Canada diviene il team con il record di medaglie d'oro nella propria specialità ai giochi olimpici con 8 vittorie, lasciando a 7 l'Unione Sovietica, che può annoverare solo in parte la vittoria di Albertville 1992 sotto la bandiera della C.S.I. (Comunità degli Stati Indipendenti, ma erano assenti le tre repubbliche baltiche).
- Armin Zöggeler (Italia, slittino singolo) incrementa ulteriormente il suo record di medaglie vinte da un atleta azzurro in Olimpiadi consecutive, con 5 medaglie in cinque edizioni (bronzo a Lillehammer, argento a Nagano, oro a Salt Lake City e a Torino, bronzo a Vancouver).